# Joris Tjebbes
Joris Tjebbes   (Vlissingen, 5 de novembre de 1929 - Hoogeveen, 31 de juliol de 2001) fou un nedador neerlandès, especialista en estil lliure, que va competir durant la dècada de 1950.
El 1952 va prendre part en els Jocs Olímpics d'Estiu de Hèlsinki, on va disputar dues proves del programa de natació. En ambdues, els 100 i 400 metres lliures quedà eliminat en semifinals.
En el seu palmarès destaca una medalla de bronze al Campionat d'Europa de natació de 1950 i cinc campionats nacionals entre 1950 i 1952. També establí nou rècords nacionals en les distàncies dels 100, 200 i 400 metres lliures.